# Anegola, Krishnarajpet
Anegola là một làng thuộc tehsil Krishnarajpet, huyện Mandya, bang Karnataka, Ấn Độ.